# Unbreakable (Backstreet Boys)
| Recensione | Giudizio |
| ---------- | -------- |
| AllMusic   |          |

Unbreakable è il sesto album in studio della band statunitense Backstreet Boys, pubblicato dalla Jive Records il 30 ottobre 2007 in tutto il mondo, in anteprima il 24 ottobre in Giappone e il 26 ottobre in Italia e altri paesi europei. Si tratta del primo dei due album senza Kevin Richardson, che aveva lasciato il gruppo nel 2006 per seguire altri interessi.
Primo singolo ufficiale dell'album fu Inconsolable pubblicato il 27 agosto 2007, a cui seguì il secondo singolo Helpless When She Smiles il 15 gennaio 2008. Unbreakable fu promosso col tour mondiale Unbreakable Tour tra il 2008 e il 2009.

## Descrizione
Il 30 luglio 2007 i Backstreet Boys annunciarono il 30 ottobre 2007 come data del rilascio del nuovo album. Per il titolo circolavano varie ipotesi come End to Beginning, Motivation e Picking Up the Pieces, fin quando il 13 agosto seguente Brian Littrell ed AJ McLean dichiararono ufficialmente che il titolo sarebbe stato Unbreakable. 
In un'intervista su INROCK Magazine, Brian Littrell rivelò che nell'album sarebbero stati presenti diversi stili musicali, che riportavano gli ascoltatori al passato, quindi alle hit della band di fine anni novanta.
L'album è stato prodotto da Dan Muckula, che nel 2005 aveva prodotto il primo singolo di Never Gone, Incomplete, e da Rob Weiss. Mancano i produttori storici della band Max Martin e Kristian Lundin, rendendo Unbreakable il primo album dei Backstreet Boys che non porta le loro firme.
La scaletta dei brani porta le collaborazioni anche di altre personalità del mondo della musica: J.C. Chasez, membro della ex boyband NSYNC, scrisse con AJ e produsse il brano Treat Me Right, mentre il testo di Love Will Keep You Up All Night fu scritto dalla cantautrice italo-americana LP.

## Tracce

### Edizione Standard
1. Intro – 0:58 (Dan Muckula)
2. Everything but Mine – 4:06 (Jess Cates, Dan Muckala, Lindy Robbins)
3. Inconsolable – 3:36 (Jess Cates, Emanuel Kiriakou, Lindy Robbins, SibeRya)
4. Something That I Already Know – 3:29 (Zukhan Bey, Kara Dioguardi, David Hodges, Mitchell Scherr)
5. Helpless When She Smiles – 5:49 (Brett Cornelius, Christopher Lindsey, Aimee Mayo, Troy Verges)
6. Any Other Way – 3:23 (Jess Cates, Dan Muckala, Lindy Robbins)
7. One In A Million – 3:23 (Jess Cates, Dan Muckala, Lindy Robbins)
8. Panic – 2:52 (Nick Carter, Howie Dorough, Brian Littrell, AJ McLean, Billy Mann, Dan Muckula)
9. You Can Let Go – 3:32 (Jess Cates, Dan Muckala, Lindy Robbins)
10. Trouble Is – 3:32 (Don Mescall, Martin Sutton, Pam Sheyne)
11. Treat Me Right – 4:09 (J.C. Chasez, AJ McLean)
12. Love Will Keep You Up All Night – 4:14 (LP, Billy Mann)
13. Unmistakable – 3:46 (Adam Anders, Nikki Anders, Dan Muckala)
14. Unsuspecting Sunday Afternoon – 3:21 (Nick Carter, Howie Dorough, Brian Littrell, AJ McLean, Billy Mann, Dan Muckula)

### Tracce Bonus nella Versione Deluxe
1. Downpour – 3:20 (Jess Cates, Lindy Robbins, Emanuel Kiriakou)
2. In Pieces – 3:41 (Jess Cates, Dan Muckala, Lindy Robbins)
3. Nowhere to Go – 2:52 (Rob Weiss, Jess Cates, Lindy Robbins)

### Asian tour edition bonus DVD
1. Inconsolable (video musicale)
2. Inconsolable (backstage del video)
3. Helpless When She Smiles (video musicale)
4. Helpless When She Smiles (backstage del video)
5. 9 Days in Tokyo (documentario)

## Successo commerciale
L'album registrò 81 000 copie vendute negli Stati Uniti nella sola prima settimana dal suo rilascio; debuttando alla posizione #7 della classifica statunitense Billboard 200, fu il sesto album consecutivo dei Backstreet Boys a far parte di questa classifica. A maggio 2015, le vendite negli Stati Uniti furono stimate in 229 000 copie vendute. In Giappone, Unbreakable registrò 102 043 copie vendute nella prima settimana e raggiunse la posizione #1 nella classifica dei singoli, vendendo complessivamente 400 000 copie. A livello mondiale, l'album ha venduto più di 1 500 000 copie; raggiunse la Top 5 delle classifiche anche di Canada e Germania e ed è stato certificato disco di Platino in Giappone, e disco d'Oro in Canada e Russia.

## Classifiche e certificazioni

### Classifiche settimanali
| Classifica (2007)                                       | Posizione massima |
| ------------------------------------------------------- | ----------------- |
| Australia (ARIA Charts)                                 | 25                |
| Austria (Ö3 Austria Top 40)                             | 21                |
| Belgio (Fiandre) (Ultratop)                             | 47                |
| Belgio (Vallonia) (Ultratop)                            | 37                |
| Canada (Billboard)                                      | 2                 |
| Danimarca (Track Top-40)                                | 36                |
| Finlandia (Suomen virallinen lista)                     | 27                |
| Francia (Syndicat national de l'édition phonographique) | 127               |
| Germania (Offizielle Top 100)                           | 4                 |
| Giappone (Oricon)                                       | 1                 |
| Irlanda (IRMA)                                          | 26                |
| Italia (FIMI)                                           | 15                |
| Messico (Top 100 Mexico)                                | 23                |
| Paesi Bassi (MegaCharts)                                | 10                |
| Portogallo (AFP)                                        | 18                |
| Regno Unito (Official Charts Company)                   | 21                |
| Scozia (Official Charts Company)                        | 29                |
| Spagna (PROMUSICAE)                                     | 7                 |
| Stati Uniti (Billboard 200)                             | 7                 |
| Svezia (Sverigetopplistan)                              | 28                |
| Svizzera (Schweizer Hitparade)                          | 6                 |

### Vendite e certificazioni
| Paese                 | Certificazione | Copie vendute |
| --------------------- | -------------- | ------------- |
| Canada (Music Canada) | Oro            | 50,000+       |
| Giappone (RIAJ)       | Platino        | 250,000+      |
| Russia (NFP)          | Oro            | 10,000+       |